# Сартбаев, Рахматалы
Рахматалы Сартбаев (род. 1934, Нарынский район) — советский хозяйственный, государственный и политический деятель, Герой Социалистического Труда.

## Биография
Родился в 1934 году в Нарынской области. Член КПСС.
С 1949 года — на хозяйственной, общественной и политической работе. В 1949—1994 гг. — старший чабан колхоза «Чаек» Джумгальского района Тянь-Шаньской области Киргизской ССР.
Указом Президиума Верховного Совета СССР от 15 февраля 1957 года за выдающиеся успехи, достигнутые в деле увеличения производства сахарной свеклы, хлопка и продуктов животноводства, широкое применение достижений науки и передового опыта в возделывании хлопчатника, сахарной свеклы и получение высоких и устойчивых урожаев этих культур присвоено звание Героя Социалистического Труда с вручением ордена Ленина и золотой медали «Серп и Молот».
Член КПСС. Избирался депутатом Верховного Совета СССР 5-го и 6-го созывов. Делегат XXII съезда КПСС.
Проживал в селе Чаек Жумгальского района Нарынской области.